# Per Petterson
Per Petterson , né le 18 juillet 1952 à Oslo, est un écrivain et un romancier norvégien.

## Biographie
Cet Osloïte, bibliothécaire-documentaliste de profession, travaille comme libraire ou employé de librairie à Oslo, traducteur et critique littéraire avant de se tourner vers la littérature à temps plein vers la fin des années 1990. Ses premiers textes sont des histoires courtes ou nouvelles, puis des recueils de novels, comme Aske i munnen, sand i skoa (cendre en bouche, sable dans les chaussures).
Il cite les écrivains Knut Hamsun et Raymond Carver parmi ses influences. Il traduit en norvégien pour Tronsmo bokhandel en 1987 John Fante, en particulier le roman "1933 was a Bad Year".
Sa vie privée et familiale est marquée par la disparition de ses parents (père, mère, jeune frère, nièce) en 1990, au cours du naufrage d'un ferry dans le Skagerrak entre Oslo et le Danemark.
Il habite aujourd'hui un petit village norvégien isolé.

## Parcours littéraire
Per Petterson commence sa carrière littéraire en 1987 avec Aske i munnen, sand i skoa, une collection de nouvelles ou un assemblage d'histoires courtes. Til Sibir, un roman publié en 1996, est nommé pour le grand prix de littérature du Conseil nordique, et I kjølvannet (2000) est couronné par le prix Brage.
Il a depuis publié plusieurs autres romans, dont le plus connu en Norvège, mais aussi en France notamment dès sa parution valorisée par le journaliste médiatique Patrick Poivre d'Arvor, reste Pas facile de voler des chevaux  (Ut og stjæle hester) (2003). Celui-ci remporte plusieurs prix littéraires, dont le Den norske Kritikerprisen, le Independent Foreign Fiction Prize, le prix littéraire européen Madeleine Zepter et le International IMPAC Dublin Literary Award ; il est également choisi comme l'un des dix meilleurs livres de 2007 par le New York Times. En 2009, il reçoit le grand prix de littérature du Conseil nordique pour son roman Jeg forbanner tidens elv.
Le roman Je refuse est son cinquième roman traduit en français.

## Thèmes
L'écrivain doit être pris plus pour un aficionado des années 1960 ou un documentaliste méticuleux du passé marin, agricole, urbain, montagnard de la Norvège que pour un éternel biographe en mal de son enfance ou un nostalgique de son adolescence perdue à jamais. La prise en compte des déterminismes du pouvoir, et des inévitables contraintes sociales, amène l'auteur à mettre en scène la désagrégation des liens familiaux, la perte des repères de l'adolescence, l'irrésistible fracture entre les êtres autrefois proches générés par leurs modes de vie et leurs parcours professionnels.
L'enjeu suprême de ces parcours romancés, beaucoup plus organisés par une pensée thématique qu'affectifs, peut être une réconciliation avec un passé hostile, violent, mortifère... et l'embarquement parfois plus joyeux vers un avenir qui ne tardera à dévoiler les mêmes caractéristiques. Il en reste une tentative de quête de l'amitié, du sens de la solidarité, du plaisir, avec la possibilité inhérente à l'écriture d'exalter la beauté d'un paysage ou la topologie des mondes habités.
Ainsi il est possible de repérer le thème moteur sous-jacent des romans: peut-être l'héritage matériel pour Det er greit for meg, la perte des parents pour Dans le sillage , l'équilibre pour Pas facile de voler des chevaux, le pouvoir clivant de l'argent ou simplement de la "vie sociale qui passe et s'impose" pour Je refuse

## Typologie du refus
Mais Jeg nekter peut prendre aussi l'aspect ardu d'une exploration de différentes postures de refus. Les prismes de la négation peuvent être simples 
- ne pas dire,
- ne pas faire,
- ne pas garder, oublier, dissimuler ou montrer a contrario,
- ne pas accomplir un acte, une obligation morale, un devoir, une tâche
- ne pas prendre,
- ne pas vouloir comprendre
- nier le savoir, l'effet sur la vie des gens...

Le second chapitre explore déjà le complexe contre-pied du refus qui reste un refus, un non du non, avec le refus de ne pas dévoiler la folie, le malaise, la feinte, le geste d'amour. Quitte à jouer, pour l'anxieux Jim, l'amitié à pile ou face, à sombrer dans la maladie mentale et à plonger momentanément dans un asile hospitalisé d'aliénés.
La majorité des personnages principaux impliqués sont soit des enfants, des adolescents et des jeunes hommes ou femmes à l'aube de leur vie, ou quelques-uns des mêmes pratiquement en fin de carrière ou à l'entrée pressentie vers la vieillesse et un autre mode de vie. Ils se retrouvent dans différents espaces-temps, agencés par l'auteur en aller-retour permanent. Si les refus, les abandons et les négations, parfois semi-conscientes, des acteurs principaux peuvent constituer la simple cascade des postures de la vie qui s'engage ou se replie, il en va autrement des refus d'adultes responsables, notamment des parents, qui entraînent des conséquences dramatiques au point de vue social et familial, sans rattrapage sans possibilité de résistance. Ne reste que la capacité de résilience des petites victimes, leur volonté de conservatisme par l'isolement idéal et impossible.
Une fois ancré dans ce jeu de postures, il est facile à l'auteur de nous montrer une Norvège entre sympathie et désolation, un pays de la négation et de la séparation, du refus, marqué par la déréliction et le renouvellement insatiable de la mode pour ceux qui peuvent y trouver une distinction et une élévation, la disparition ou l'absence du perdant, l'individualisme justifiant le pire, la liberté devenant l'attente idiote de la nouveauté. Et de stigmatiser avec parfois un excès de finesse et d'allusion entre les lignes, incompréhensible à tout ignorant des mondes nordiques, un bilan de la Norvège, parfois humoristique en blanc, bleu et rouge avec une toile de fond continue depuis des siècles, un christianisme désuet avec la dernière volonté de cacher toutes les déchéances, le maintien d'une morale puritaine de la honte, une solidarité vite oubliée, un passé de quelques générations à peine enfoui, enterré et zigouillé par le nécessaire oubli moderne.
Un bilan désastreux où l'asile individuel ne serait pas seulement la littérature ancienne, mais le roman de gare jusqu'à Simenon, dont une palette de romans remet sur pied en quelques semaines de lecture un Jim maladif et déprimé, immobile au lit, mais l'histoire du monde, des terres et de la mer, des hommes et de leurs constructions durables ou éphémères, et surtout paravent au vent de l'oubli généralisé, l'archivage méticuleux et la gestion collective de l'information la plus performante, l'irruption messianique d'une mémoire collective et accessible, chère tant aux conteurs qu'aux littérateurs et lettrés compilateurs nordiques. Reconstruire le passé familier ou lointain à partir d'images éparses, plus ou moins approximatives, à partir de cartes et de lectures diverses, de scènes de cinéma ou d'extraits de presse ou de magazines, comme savent les petits ou grands enfants rêveurs.
N'est-ce pas une société moderne cancéreuse ou dévorante d'espaces ou de temps, celle où l'étrangeté gagne en à peine quarante ans sur un grand nombre de choses, au point de les rendre incompréhensibles, induisant une régression presque insurmontable même à Tommy, celui qui en est conscient, celle où le profit détruit autant l'activité durable que l'espace biologique pour des vies futures.
S'il reste une religion, à l'instar des retrouvailles manquées ou niées de la quinquagénaire Siri, ancienne victime et négatrice par appartenance à la nouvelle civilisation humanitaire, avec les dernières reliques maternelles, n'est-ce pas l'humble préservation des souvenirs et de la mémoire matérielle, après tout la même qui permet la relecture du monde sans prétention ni arrogance ni ré-engendrement de la bêtise, de la censure, de l'ignorance.
Tommy et Jim, personnages emblématiques de l'amitié de jeunesse, paraissent comme les doubles ou folgya mythiques de l'écrivain créateur, mais aussi de tout homme qui se sait mortel.
- Tommy est la face gagnante de l'aplomb et de la confiance, de l'actif en bonne santé qui affronte le danger, qui va de l'avant et s'adapte à la concurrence avec lucidité : ne joue-t-il en quelques minutes l'homme d'affaires séducteur, rigolard, qui emballe en un regard -il est vrai - attendu la caissière d'accueil du restaurant self-service ?
- Jim, le méticuleux et tristounet archiviste en congé maladie, futur chômeur en fin de droit, anxieux à une tâche incommensurable au point qu'il a tout abandonné et qu'il erre dans ses petits plaisirs tout en se promettant un suicide salvateur, apparaît comme la face perdante de l'insécurité, de la peur, de la maladie du corps et de l'esprit.

Si Siri, la sœur de Tommy, si semblablement forte dans son engagement humanitaire, échoue à l'ultime séance avec le jeune prêtre conservateur à l'église pagode de Singapour, pérennisant ce type de refus et d'oubli moderne, c'est qu'il faudra obligatoirement tout le monde, les bons et les médiocres, les forts et les faibles, les résistants et les malades, les riches et les pauvres, les lucides et les imbéciles, pour passer le relais de l'humanité.

## Œuvre
- 1987 : Aske i munnen, sand i skoa (traduction en anglais seulement, en 2013, sous le titre Ashes in my mouth, sand in my shoes)
- 1989 : Ekkoland
- 1992 : Det er greit for meg
- 1996 : Til Sibir Publié en français sous le titre Jusqu'en Sibérie, traduit par Terje Sinding, Belval, éditions Circé, 2002
- 2000 : I kjølvannet Publié en français sous le titre Dans le sillage , traduit par Terje Sinding, Belval, éditions Circé, 2005
- 2003 : Ut og stjæle hester Publié en français sous le titre Pas facile de voler des chevaux, traduit par Terje Sinding, Paris, éditions Gallimard, 2006 ; réédition, Paris, Gallimard, coll. « Folio » no 4756, 2008 (le roman est porté au cinéma, le film est diffusé en France sous le titre L'été où mon père disparut)
- 2004 : Månen over Porten
- 2008 : Jeg forbanner tidens elv Publié en français sous le titre Maudit soit le fleuve du temps, traduit par Terje Sinding, Paris, éditions Gallimard, 2010 ; réédition, Paris, Gallimard, coll. « Folio » no 5367, 2012
- 2012 : Jeg nekter Publié en français sous le titre Je refuse , traduit par Terje Sinding, Paris, éditions Gallimard, 2014
- 2018 : Menn i min situasjon Publié en français sous le titre Des hommes dans ma situation, traduit par Terje Sinding, Paris, éditions Gallimard, 2021

## Sources
- (en) Cet article est partiellement ou en totalité issu de l’article de Wikipédia en anglais intitulé « Per Petterson » (voir la liste des auteurs).